# جيمس ديوك ميسون
جيمس ديوك ميسون (بالإنجليزية: James Duke Mason)‏ (و. 1992 – م) هو ممثل من الولايات المتحدة الأمريكية . ولد في لوس أنجلوس .
وهو عضو في الحزب الديمقراطي الأمريكي .

## روابط خارجية
- جيمس ديوك ميسون على موقع IMDb (الإنجليزية)